# LD G 3/4
Die G 3/4 ist eine Serie von leichten Dampflokomotiven, die erstmals an die Landquart-Davos Bahn (LD) geliefert wurde, die später zur Rhätischen Bahn wurde. Diese bestellte dann weitere Lokomotiven dieses Typs nach. Die 16 Fahrzeuge umfassende Baureihe mit der Achsfolge 1’C ist in fünf Serien unterteilt, die sich in den Abmessungen teilweise geringfügig unterscheiden.

## Geschichte

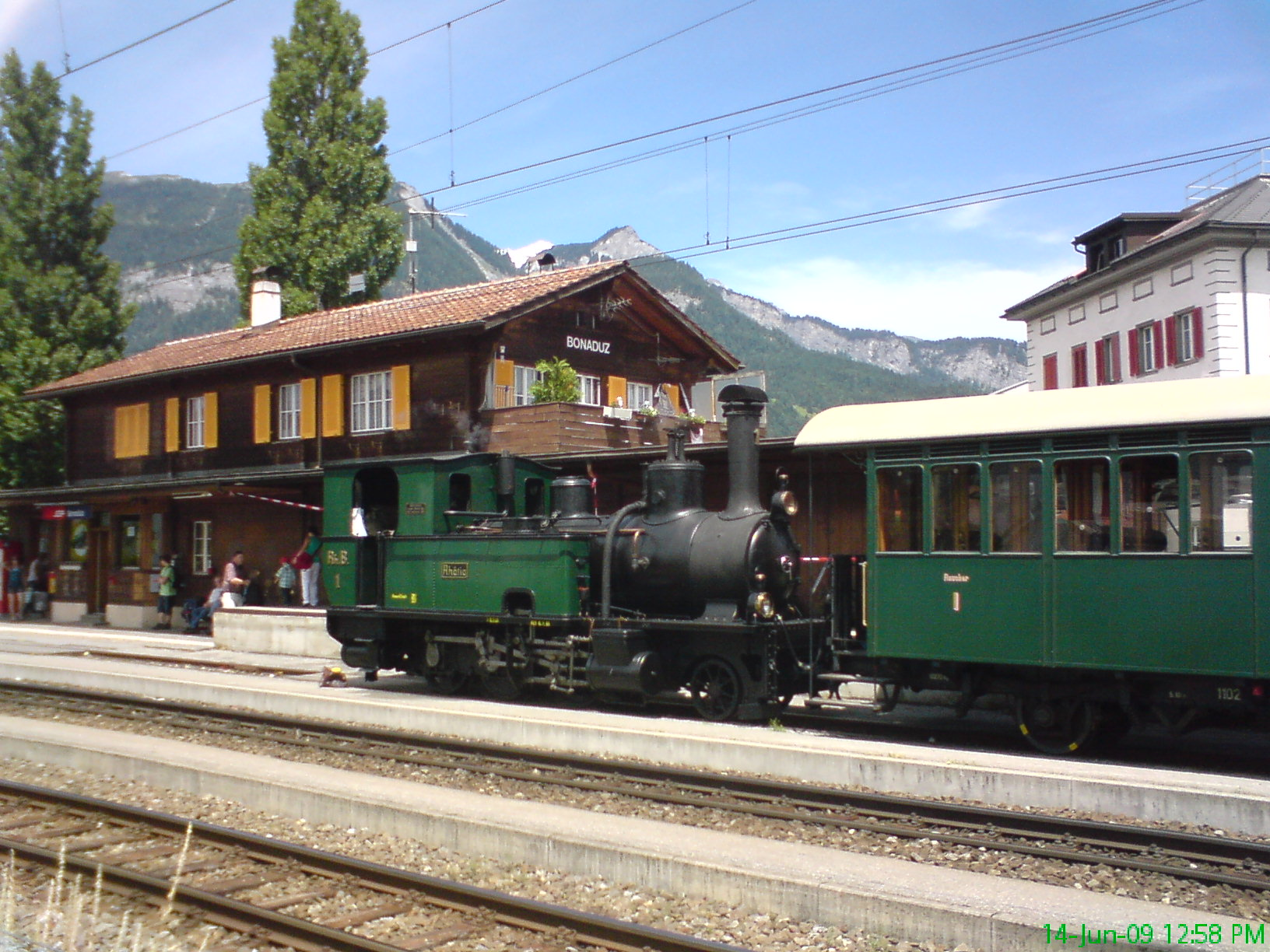
G 3/4 Nr. 1 beim Bahnhoffest 2009 in Bonaduz

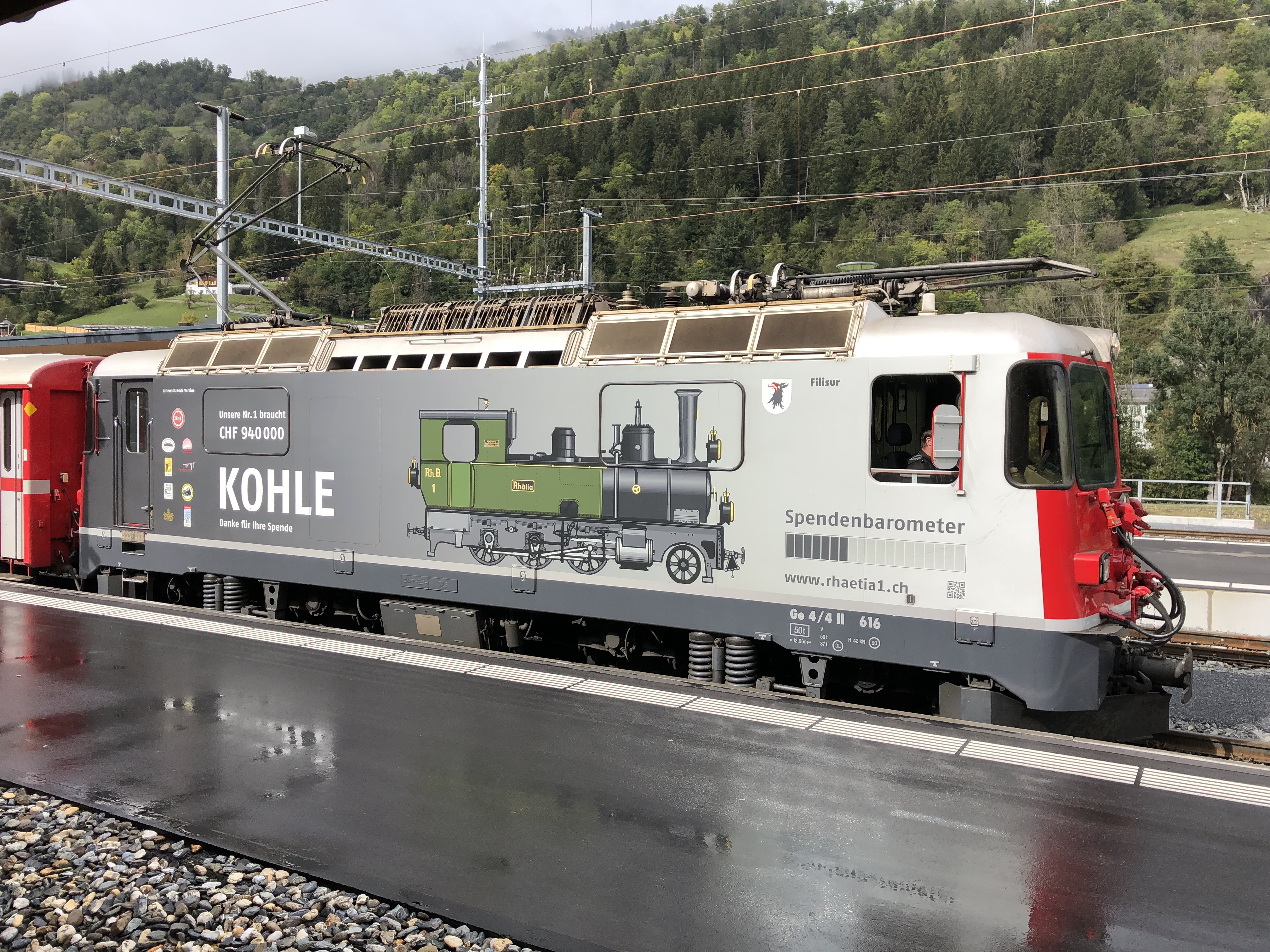
Spendenaufruf

Die ersten fünf Exemplare der G 3/4 (bis 1902 lautete die Bezeichnung G 3) wurden 1889 anlässlich der Eröffnung der Landquart-Davos-Bahn durch die Schweizerische Lokomotiv- und Maschinenfabrik (SLM) geliefert. Die Nassdampfmaschinen entsprachen weitgehend einem Loktyp, den die SLM kurz zuvor nach Sardinien an die heutige Ferrovie della Sardegna geliefert hatte. Die fünf je 250 PS starken Lokomotiven bewältigten in der Anfangszeit den gesamten Verkehr auf der Linie, was insbesondere auf der steigungsreichen Strecke zwischen Klosters und Davos häufig zu Problemen führte. Erst 1891 traf Verstärkung in Form von zwei Mallet-Dampfloks der Gattung G 2×2/2 ein, so dass den G 3/4 weniger anspruchsvolle Dienste übertragen werden konnten.
Die Eröffnung der Strecke von Landquart nach Thusis 1896 war der Anlass für die Bestellung von drei weiteren G 3/4 mit den Nummern 6 bis 8. Die Maschinen wurden gegenüber den Vorgängern verstärkt und die Wasser- und Kohlevorräte wurden vergrößert. Acht weitere Lokomotiven mit den Nummern 9 bis 14 folgten in drei Lieferserien in den Jahren 1901 bis 1908. Auch diese Loks wurden gegenüber den älteren Maschinen weiter verbessert und vergrößert, so dass sich das Leergewicht gegenüber der ersten Serie um rund vier Tonnen erhöhte. In der Folgezeit kamen die G 3/4 im leichten Personen- und Güterverkehr sowie im Baudienst zum Einsatz.
Die vollständige Elektrifizierung des Netzes zwischen 1913 und 1922 machte die Dampflokomotiven entbehrlich. Bereits 1917 wurden die G 3/4 mit den Nummern 3 bis 5 nach Luxemburg verkauft. Lok 6 gelangte 1923 nach Brasilien, Nr. 7 und 8 kamen im gleichen Jahr zur Tessiner Centovallibahn, wo sie im Bahnbau eingesetzt wurden. Ebenfalls 1923 wurde die Lok 12 an die Werksbahn eines Stahlwerk in Sagunt, Spanien, verkauft, wo sie noch bis in die 1970er-Jahre im Einsatz stand. 1924 kamen die Loks 15 und 16 zur Brünigbahn, die Nummern 9 und 10 folgten ihnen 1926. Bei den SBB wurden die Lokomotiven auf Heissdampf umgebaut. Lok 2 wurde 1925 verschrottet, während Lok 1 nach der 1928 erfolgten Ausrangierung für ein geplantes schweizerisches Eisenbahnmuseum aufbewahrt wurde. Die übrigen Maschinen 11, 13 und 14 dienten weiterhin im Rangierdienst und als Dampfreserve für Stromausfälle.
G 3/4 Nr. 13 wurde 1950 als einzige der noch vorhandenen Dampfloks verschrottet. Lok 1 ging 1970 an die Museumsbahn Blonay–Chamby, nachdem sie zuvor an verschiedenen Orten in der Schweiz abgestellt gewesen war, da im Verkehrshaus für sie kein Platz mehr vorgesehen war. Die Lokomotive 14 wurde 1972 für den Einsatz vor Nostalgiezügen an die Appenzeller Bahn verkauft, 1977 ging die Nr. 11 an die Modelleisenbahnfreunde Eiger in Zweilütschinen, die sie im Museumsbetrieb auf der Berner Oberland-Bahn und der Brünigbahn einsetzten.

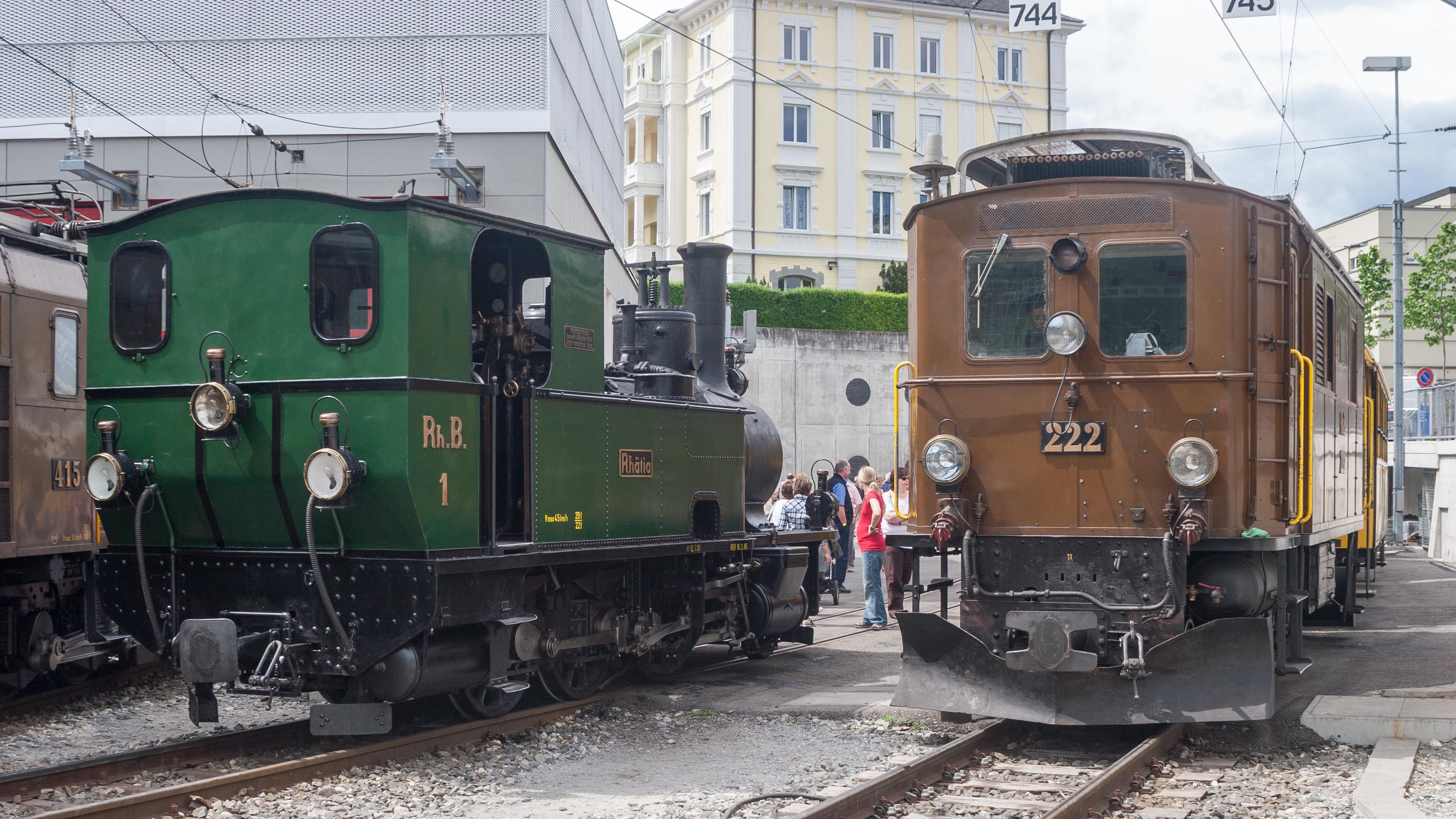
RhB G 3/4 Nr. 1 und Ge 2/4 Nr. 222 in Chur 2008

Anlässlich des bevorstehenden 100-jährigen Jubiläums kehrte die G 3/4 Nr. 1 1988 zur Rhätischen Bahn zurück und wurde dort betriebsfähig aufgearbeitet; sie ist derzeit die älteste betriebsfähige Schmalspurlok in der Schweiz. Seitdem ist sie zusammen mit den G 4/5 Nr. 107 und 108 fester Bestandteil des Sonderzugprogrammes. Lok 11 kehrte 1999 vom Berner Oberland nach Graubünden zurück, nachdem sie seit 1990 wegen Kesselschäden nicht mehr einsatzfähig gewesen war. Die Maschine trägt seit der Teilnahme in einem gleichnamigen Spielfilm 1952 den zunächst inoffiziellen Namen Heidi. 2014 wurde sie durch den Club 1889 und die Dampflokomotiv- und Maschinenfabrik DLM revidiert. Sie erhielt einen neuen geschweissten Kessel mit Überhitzer. Dank der neue Leichtölfeuerung wird der Funkenwurf vermieden, so dass ein Einsatz auch bei Waldbrandgefahr möglich ist.
Hinter jedem (mit Kohle gefeuerten) RhB-Dampfzug muss ein Feuerlöschzug herfahren, dieser entfällt bei der ölgefeuerten Heidi.
Kolben, Kolbenstangen und Schieber wurden bei der Revision ersetzt.
Eine neue Vorschrift des Bundesamtes für Verkehr (BAV) verlangte 2014 eine Flammenüberwachung, die beim Erlöschen der Flamme die Ölzufuhr unterbricht. Diese Vorschrift ist bekannt von stationären Heizkesseln, die ohne Personal betrieben werden, auf der Lokomotive sind Führer und Heizer jedoch stets anwesend. Nach einem Entscheid des Bundesverwaltungsgerichts musste das BAV am 20. März 2015 die Betriebsbewilligung ohne Flammüberwachung erteilen.
Als Nassdampf-Lokomotiven erreichten die G 3/4 eine Dauerzugkraft von 33 kN bei einer Geschwindigkeit von 20 km/h und eine Leistung von 250 PS (184 kW).
Der Umbau auf Heissdampf bescherte den vier an die Brünigbahn verkauften G 3/4 eine erhebliche Leistungssteigerung: Die Dauerzugkraft konnte bei einer Geschwindigkeit von 20 km/h von 33 kN auf 41 kN gesteigert werden. Die effektive Fahrleistung erhöhte sich um 40 % auf 350 PS (258 kW). Seit den Dreissigerjahren verkehrten die Lokomotiven mit einer erhöhten Maximalgeschwindigkeit von 55 km/h, anstelle der herkömmlichen 45 km/h. Möglich wurde diese Leistungssteigerung dank einer konsequenten Neugestaltung der Antriebsaggregate, den speziellen Heissdampf-Anforderungen entsprechend: Die Kolbenschiebern, welche die herkömmlichen Flachschieber ersetzten, waren nebst dem eingebauten Breitrohr-Dampfüberhitzer die augenfälligsten Konstruktionsänderungen.
Die G 3/4 Nr. 11 "Heidi" wurde durch den Club 1889 und die Firma DLM AG ebenfalls auf Heissdampf umgebaut: Auch bei diesem Umbau wurde die gesamte Zylindermechanik durch Neubauteile ersetzt, deren Merkmale gegenüber der ursprünglichen Nassdampf-Konstruktion aber nicht verändert wurden. Zudem sind dem zylinderselektiven Dampfüberhitzer der Bauart DLM enge physikalische Grenzen gesetzt. Gemäss einem Fahrbericht des Club 1889 erreicht die Lok in einer Steigung von 45 Promille mit 30 Tonnen Anhängelast eine Geschwindigkeit von 20 km/h – 22 km/h, was etwa auch der Leistung einer Nassdampf-G 3/4 entspricht. Gemäss den Aufzeichnungen der Rhätischen Bahn von 1914 beförderten diese auf derselben Steigung eine Last von 45 Tonnen mit 18 km/h.

## Liste der G 3/4 der Rhätischen Bahn
| Betriebs- nummer | Inbetriebnahme | Fabrik- nummer | Name      | Ausran- gierung | Verbleib |
| ---------------- | -------------- | -------------- | --------- | --------------- | --- |
| 1                | 08.07.1889     | 577            | Rhätia    | 1928            | 1970 an die Museumsbahn Blonay–Chamby, 1988 zurück an RhB, seit 1994 abgestellt, Aufarbeitung geplant.                            |
| 2                | 05.08.1889     | 578            | Prättigau | 1925            | verschrottet |
| 3                | 16.08.1889     | 579            | Davos     | 1917            | an Prinz-Heinrich-Bahn, Luxemburg (Nr. S3), 1943 DR 99 271, 1945 CFL 351, verschrottet 1954                                       |
| 4                | 10.10.1889     | 580            | Flüela    | 1917            | an Prinz-Heinrich-Bahn, Luxemburg (Nr. S5), 1943 DR 99 272, 1945 CFL 352, verschrottet 1954                                       |
| 5                | 13.10.1889     | 581            | Engadin   | 1917            | an Prinz-Heinrich-Bahn, Luxemburg (Nr. S6), 1943 DR 99 273, 1945 CFL 353, verschrottet 1954                                       |
| 6                | 05.03.1896     | 960            | Landquart | 1923            | 1923 an Administração Portuária do Recife (Hafenverwaltung von Recife, Bundesstaat Pernambuco) in Brasilien verkauft; verschollen |
| 7                | 19.03.1896     | 961            | Chur      | 1923            | 1923 an Maggiatalbahn, verschrottet 1943                                                                                          |
| 8                | 01.04.1896     | 962            | Thusis    | 1923            | 1923 an Maggiatalbahn, verschrottet 1943                                                                                          |
| 9                | 10.06.1901     | 1369           | -         | 1926            | 1926 an Brünigbahn (Nr. 217), verschrottet 1941                                                                                   |
| 10               | 25.06.1901     | 1370           | -         | 1926            | 1926 an Brünigbahn (Nr. 218), verschrottet 1942                                                                                   |
| 11               | 08.01.1903     | 1476           | -         | 1977            | Heidi, 1977 an Modellbahnfreunde Eiger, 1999 an Club 1889, 2014 aufgearbeitet im Depot Samedan                                    |
| 12               | 23.01.1903     | 1477           | -         | 1923            | 1923 an Stahlwerk Sagunt, Spanien (Nr. 207, „Algimia“), verschrottet um 1970                                                      |
| 13               | 02.02.1903     | 1478           | -         | 1950            | verschrottet 1951 |
| 14               | 06.02.1903     | 1479           | -         | 1972            | 1972 an Dampfloki-Verein Appenzeller Bahnen „Madlaina“, 2003 bis 2014 ausser Betrieb, 2015 Einsatz auf der ZB und MIB             |
| 15               | 31.07.1908     | 1910           | -         | 1924            | 1924 an Brünigbahn (Nr. 215), verschrottet 1942                                                                                   |
| 16               | 31.07.1908     | 1911           | -         | 1924            | 1924 an Brünigbahn (Nr. 216), verschrottet 1942                                                                                   |